# Half Mile Opening
Half Mile Opening är en farled (öppning) genom Stora Barriärrevet i Australien. Den ligger nordost om Cooktown i delstaten Queensland.
Farleden går mellan Carter Reef och Yonge Reef.